# Cascada Rinului

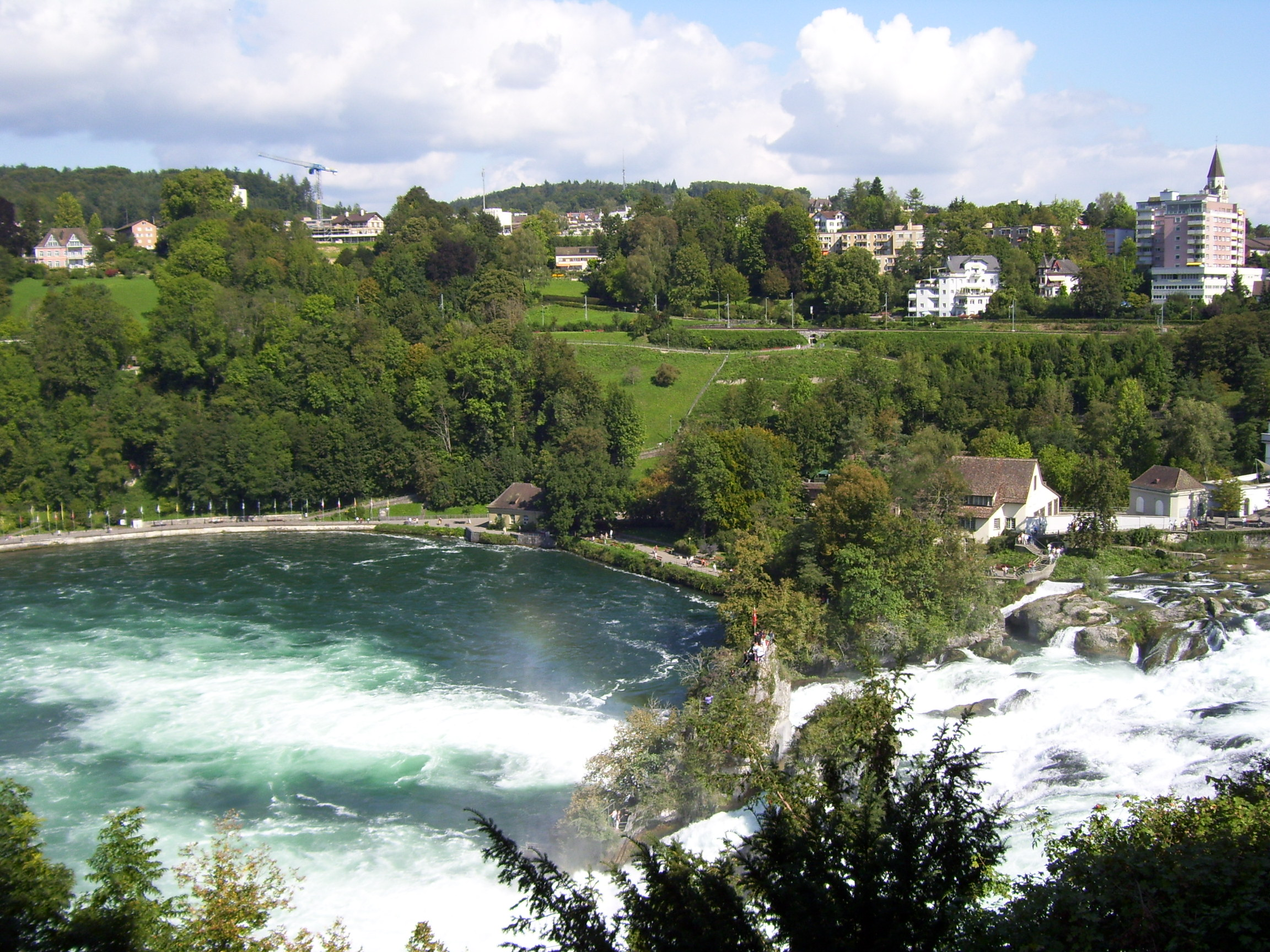
Cascada Rinului

Cascada Rinului (în alemană și germana elvețiană, Rhyfall, în germană Rheinfall), denumită mai demult și Grosser Laufen (comparație cu Kleinen Laufen din Laufenburg) este, alături de Dettifoss (de două ori mai înaltă, însă cu un debit de apă pe jumătate) cea mai mare cascadă din Europa. Se află în Elveția, între comunele Neuhausen am Rheinfall din cantonul Schaffhausen (pe malul din dreapta) și Laufen-Uhwiesen din cantonul Zürich (pe malul din stânga), la patru kilometri de orașul Schaffhausen.